# Eutamias
Eutamias — рід бурундуків у трибі Marmotini родини вивіркових. Він включає один живий вид — сибірського бурундука (Eutamias sibiricus). Рід часто розглядається як підрід Tamias, який зараз обмежений східними бурундуками Північної Америки. Neotamias, який зараз включає західних північноамериканських бурундуків, також був включений до Eutamias.
Окрім сибірського бурундука, до цього роду було віднесено кілька викопних видів:
- †Eutamias ertemtensis Qiu, 1991 – пізній міоцен — пліоцену Китаю[3]
- †Eutamias lishanensis Qiu et al., 2008 – пізній міоцен Китаю[4]
- †Eutamias orlovi Sulimski, 1964 – пліоцен Польщі та Болгарії[5]
- †Eutamias sihongensis Qiu and Long, 1986 – ранній міоцен Китаю[4]; згодом — типовий вид окремого роду Heterotamias[6].
- †Eutamias wimani (Young, 1927) – плейстоцен Китаю[5][4]